# Jhatiyahi
Jhatiyahi (nep. झाटियाही) – gaun wikas samiti w środkowej części Nepalu w strefie Dźanakpur w dystrykcie Dhanusa. Według nepalskiego spisu powszechnego z 2011 roku liczył on 1068 gospodarstw domowych i 5110 mieszkańców (2832 kobiety i 2278 mężczyzn).